# Winfield Scott Hammond
Winfield Scott Hammond, född 17 november 1863 i Southborough i Massachusetts, död 30 december 1915 i Clinton i Louisiana, var en amerikansk demokratisk politiker. Han var ledamot av USA:s representanthus 1907–1915 och därefter Minnesotas guvernör från januari 1915 fram till sin död senare samma år.
Hammond utexaminerades 1884 från Dartmouth College i New Hampshire, studerade juridik och inledde 1891 sin karriär som advokat i Minnesota.
Hammond efterträdde 1907 James McCleary som kongressledamot och efterträddes 1915 av Franklin Ellsworth. Hammond efterträdde i januari 1915 Adolph Olson Eberhart som Minnesotas guvernör men avled senare samma år i ämbetet. Guvernör Hammond gravsattes på Mount Hope Cemetery i St. James. Han var av engelsk härkomst.